# Kozłowka (stacja kolejowa)
Kozłowka (ros. Козловка) – stacja kolejowa w miejscowości Kozłowka, w rejonie rosławskim, w obwodzie smoleńskim, w Rosji. Położona jest na linii Briańsk – Smoleńsk.